# Catedral de la Nativitat del Caire
La Catedral de la Nativitat de Crist del Caire (àrab: كاتدرائية ميلاد المسيح, Kātidrāʾiyyat Milād al-Masīḥ) és una catedral copta inaugurada el 6 de gener de 2018 pel president egipci Abdelfatah Al-Sisi i el papa copte Tauadros II, situada 45 km a l'est del Caire, a la Nova Capital Administativa d'Egipte. És considerada l'església més gran de l'Orient Mitjà, de 63.000 metres quadrats i dissenyada per tenir una capacitat de 2.500 persones a la planta baixa i 7.500 a la planta superior. El mateix dia de la inauguració es feu una missa que se celebrà a la capella de la catedral i comptà amb la participació d'unes 3.000 persones que incloïen representants d'arreu.

## Construcció i estil
La catedral fou construïda per la presidència egípcia i per l'Autoritat d'Enginyeria de les Forces Armades, després que des de 2016 un centenar de coptes foren assassinats per gihadistes. Durant dècades havien existit problemes burocràtics per construir esglésies a Egipte, ja que s'afavoria la construcció de temples islàmics, però l'agost de 2017 el Parlament egipci va eliminar els límits. El disseny de la catedral segueix la tradició copta de l'arca de Noè.

## Declaracions i crítiques
El president egipci digué que la inauguració de la catedral es considera «un missatge al món; un missatge de pau i un missatge d'amor.»